# Brou-sur-Chantereine
Brou-sur-Chantereine és un municipi francès, situat al departament del Sena i Marne i a la regió d'Illa de França. L'any 2007 tenia 4.253 habitants.
Forma part del cantó de Villeparisis, del districte de Torcy i de la Comunitat d'aglomeració de París-Vallée de la Marne.

## Demografia

### Població
El 2007 la població de fet de Brou-sur-Chantereine era de 4.253 persones. Hi havia 1.780 famílies, de les quals 592 eren unipersonals (308 homes vivint sols i 284 dones vivint soles), 416 parelles sense fills, 572 parelles amb fills i 200 famílies monoparentals amb fills.
La població ha evolucionat segons el següent gràfic:
Habitants censats

### Habitatges
El 2007 hi havia 1.912 habitatges, 1.811 eren l'habitatge principal de la família, 32 eren segones residències i 69 estaven desocupats. 645 eren cases i 1.213 eren apartaments. Dels 1.811 habitatges principals, 897 estaven ocupats pels seus propietaris, 883 estaven llogats i ocupats pels llogaters i 31 estaven cedits a títol gratuït; 118 tenien una cambra, 185 en tenien dues, 605 en tenien tres, 563 en tenien quatre i 340 en tenien cinc o més. 1.263 habitatges disposaven pel capbaix d'una plaça de pàrquing. A 987 habitatges hi havia un automòbil i a 519 n'hi havia dos o més.

### Piràmide de població
La piràmide de població per edats i sexe el 2009 era:
| Homes | Edats   | Dones |
| ----- | ------- | ----- |
| 0     | 95 o +  | 0     |
| 4     | 90 a 94 | 4     |
| 12    | 85 a 89 | 32    |
| 4     | 80 a 84 | 8     |
| 36    | 75 a 79 | 56    |
| 68    | 70 a 74 | 72    |
| 44    | 65 a 69 | 92    |
| 76    | 60 a 64 | 64    |
| 100   | 55 a 59 | 96    |
| 192   | 50 a 54 | 172   |
| 184   | 45 a 49 | 180   |
| 164   | 40 a 44 | 196   |
| 164   | 35 a 39 | 164   |
| 196   | 30 a 34 | 176   |
| 184   | 25 a 29 | 180   |
| 128   | 20 a 24 | 160   |
| 124   | 15 a 19 | 136   |
| 124   | 10 a 14 | 108   |
| 156   | 5 a 9   | 160   |
| 152   | 0 a 4   | 112   |

## Economia
El 2007 la població en edat de treballar era de 2.969 persones, 2.322 eren actives i 647 eren inactives. De les 2.322 persones actives 2.143 estaven ocupades (1.121 homes i 1.022 dones) i 179 estaven aturades (86 homes i 93 dones). De les 647 persones inactives 229 estaven jubilades, 242 estaven estudiant i 176 estaven classificades com a «altres inactius».

### Ingressos
El 2009 a Brou-sur-Chantereine hi havia 1.794 unitats fiscals que integraven 4.359 persones, la mediana anual d'ingressos fiscals per persona era de 20.479,5 €.

### Activitats econòmiques
Dels 163 establiments que hi havia el 2007, 5 eren d'empreses alimentàries, 2 d'empreses de fabricació d'altres productes industrials, 21 d'empreses de construcció, 28 d'empreses de comerç i reparació d'automòbils, 6 d'empreses de transport, 19 d'empreses d'hostatgeria i restauració, 4 d'empreses d'informació i comunicació, 2 d'empreses financeres, 5 d'empreses immobiliàries, 13 d'empreses de serveis, 44 d'entitats de l'administració pública i 14 d'empreses classificades com a «altres activitats de serveis».
Dels 51 establiments de servei als particulars que hi havia el 2009, 1 era una oficina de correu, 1 una oficina bancària, 2 tallers de reparació d'automòbils i de material agrícola, 2 autoescoles, 1 paleta, 2 guixaires pintors, 3 fusteries, 3 lampisteries, 5 electricistes, 4 empreses de construcció, 4 perruqueries, 1 veterinari, 14 restaurants, 4 agències immobiliàries, 1 tintoreria i 3 salons de bellesa.
Dels 19 establiments comercials que hi havia el 2009, 1 era un supermercat, 1 una gran superfície de material de bricolatge, 3 botiges de menys de 120 m², 3 fleques, 3 carnisseries, 2 llibreries, 1 una botiga d'equipament de la llar, 1 una botiga d'electrodomèstics, 1 una botiga de mobles, 1 una botiga de material de revestiment de parets i terra i 2 floristeries.

## Equipaments sanitaris i escolars
El 2009 hi havia 1 hospital de tractaments de curta durada, 1 maternitat i 2 farmàcies.
El 2009 hi havia 2 escoles maternals i 2 escoles elementals. Brou-sur-Chantereine disposava d'un col·legi d'educació secundària amb 207 alumnes.

## Poblacions properes
El següent diagrama mostra les poblacions més properes.